# New Point Loma Lighthouse
New Point Loma Lighthouse (offiziell Point Loma Light) ist ein Leuchtturm an der Südspitze der Halbinsel Point Loma in San Diego im US-Bundesstaat Kalifornien.

## Geschichte
Der Turm wurde erstmals am 23. März 1891 in Betrieb gesetzt. Er ersetzte den Leuchtturm Old Point Loma Lighthouse, der auf einer 120 m hohen Klippe über dem Meeresspiegel steht. Dessen Licht war  wegen der häufigen Nebel und niedriger Wolkendecke oft nicht zu erkennen. Da es kein Nebelhorn gab, warnte der Leuchtturmwärter damals mit Schüssen aus einer Schrotflinte die Schiffe vor den gefährlichen Felsen. Daher wurde der neue Leuchtturm auf niedrigerer Höhe errichtet. Der erste Leuchtturmwärter war Robert Decatur Israel, der bereits 18 Jahre auf dem alten Leuchtturm gearbeitet hatte.
Das ursprüngliche Licht hatte eine Lichtstärke von 600.000 Kerzenstärken und war bis zu einer Entfernung von 15 Seemeilen zu sehen. Zusätzlich gab es ein zweitöniges Diaphone-Nebelhorn und Wohnraum für mehrere Familien.
Von der Bauart her ist New Point Loma Lighthouse der einzige Leuchtturm seiner Art, der an der Westküste erhalten blieb. Die Bauart ähnelt sehr den Leuchttürmen Coney Island Light, Plum Island Range Rear Light, La Pointe Light und Duluth South Breakwater Inner Light, die alle zur selben Zeit gebaut wurden. Die drei letzteren sind auch im National Register of Historic Places aufgeführt.
1973 wurde die Steuerung des Lichtes automatisiert. Im Februar 2013 wurde das 1999 installierte Leuchtfeuer durch ein VLB-44 ersetzt. Durch den Einsatz des LED-Lichts konnten die Wartungskosten reduziert und gleichzeitig die Helligkeit des Leuchtturmes erhöht werden.

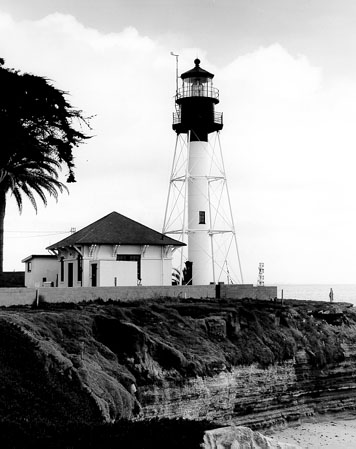
Undatiertes USCG-Foto
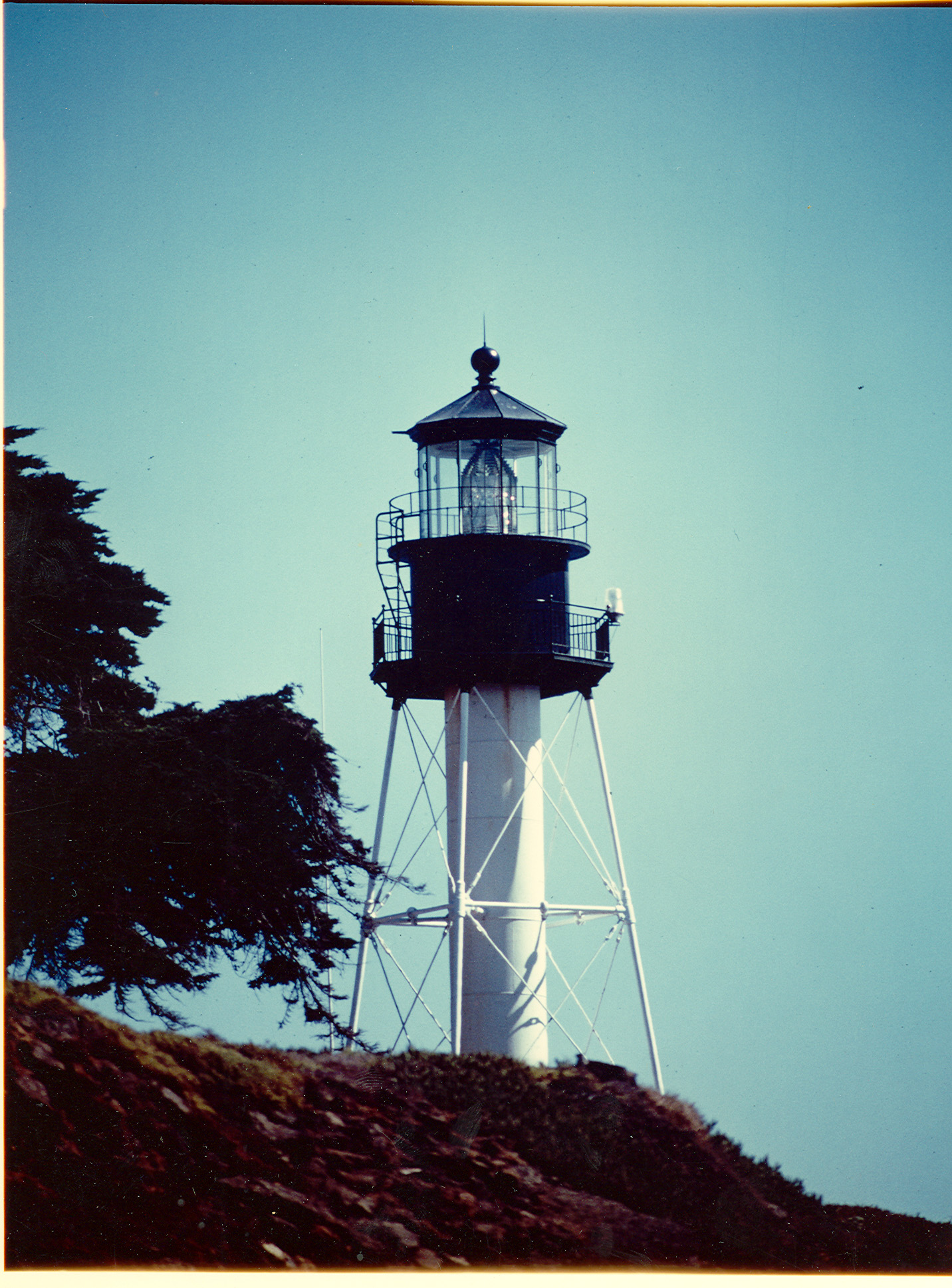
Undatiertes USCG-Foto